# Scorpaena tierrae
Scorpaena tierrae behoort tot het geslacht Scorpaena van de familie van schorpioenvissen. Deze soort komt voor in het zuidoosten van de Grote Oceaan met name Chili